# Ernst Wündisch
Ernst Wündisch (* 19. April 1883 in Zabern, Elsaß; † 4. Januar 1955 in Berlin-Wilmersdorf) war ein deutscher Verwaltungsbeamter.

## Leben und Tätigkeit
Wündisch wurde als Sohn eines Rechtsanwaltes geboren. Nach dem Besuch des Gymnasiums in Zabern studierte Wündisch Rechtswissenschaften in Erlangen, Straßburg und Berlin. Während seines Studiums wurde er 1901 Mitglied der Burschenschaft Bubenruthia Erlangen.
1912 wurde er Regierungsassessor. Am Ersten Weltkrieg nahm er 1914 bis 1915 als Leutnant der Reserve teil und wurde schwer verwundet. 1917 war er in Straßburg als Regierungsrat im Ministerium des Innern tätig, von wo er 1918 von den Franzosen ausgewiesen wurde.
Politisch war Wündisch in der Sozialdemokratischen Partei Deutschlands (SPD) organisiert.
Im Januar 1922 wurde Wündisch zum Regierungsrat in Sonderstellung in Magdeburg ernannt. Spätestens im Jahr 1925 wurde er dort zum Oberregierungsrat ernannt.
Im Juli 1925 wurde Wündisch zum Regierungsdirektor beim Polizeipräsidium Berlin ernannt, wo ihm die Leitung der Abteilung IA (Politische Polizei) übertragen wurde. In dieser Stellung galt er als einer der schärfsten Gegner der während der folgenden Jahre sukzessive immer weiter aufsteigenden NS-Bewegung in der preußischen Polizei und Verwaltung. Heinrich Himmler soll Wündisch 1930 einmal als den "als Todfeind der Nationalsozialisten bekannten Regierungsdirektor Wündisch" bezeichnet haben.
Im November 1930 wurde Wündisch vertretungsweise mit der Verwaltung der Stelle des Regierungsvizepräsidenten in Stade beauftragt. Im Juni 1931 folgte seine feste Ernennung auf diese Stelle.
Am 17. Dezember 1931 wurde Wündisch zum Polizeipräsidenten in Recklinghausen ernannt.
Knapp einen Monat nach dem Machtantritt der Nationalsozialisten wurde Wündisch durch das Preußische Innenministerium von seiner Stellung als Polizeipräsident beurlaubt. Eine Woche später, am 8. März 1933 durch einen Erlass des Ministeriums in den einstweiligen Ruhestand versetzt. Der als Kommissar im Preußischen Innenministerium amtierende Hermann Göring ersetzte Wündisch, indem er Hans Stieler von Heydekampf zum Sonderkommissar für Rheinland und Westfalen mit Sitz in Recklinghausen ernannte und ihm das Kommando über die paramilitärisch organisierten Polizeikräfte (Polizeihundertschaften) in dem genannten Gebiet übertrug, um den Prozess der Machtausweitung und -absicherung des neuen Regimes dort polizeilich abzuschirmen. Als Polizeipräsident wurde Wündisch durch Kurt Klemm ersetzt.
Zu einem nicht geklärten Zeitpunkt vor Dezember 1933 wurde Wündisch in den endgültigen Ruhestand versetzt.
Im Juli 1933 zog Wündisch nach Berlin-Wilmersdorf. Im Herbst 1934 wurde er in die Liste des Oberverwaltungsgerichts als Verwaltungsrechtsrat eingetragen.
Nach 1945 war Wündisch, Lilla zufolge, möglicherweise Landgerichtsdirektor in Berlin. Als er 1955 in einem Berliner Krankenhaus an Leberinsuffizienz starb, wurde in seiner Sterbeurkunde als Beruf „Landgerichtsdirektor außer Dienst“ eingetragen.

## Schriften
- Das Gesetz über Schußwaffen und Munition vom 12. April 1928 nebst der Ausführungsverordnung der Reichsregierung vom 13. Juli 1928 und dem Preußischen Erlaß zur Durchführung des Gesetzes vom 7. September 1928, 1928.